# Ле Виле дел Монте (Форли-Чезена)
Ле Виле дел Монте (итал. Le Ville del Monte) је насеље у Италији у округу Форли-Чезена, региону Емилија-Ромања.
Према процени из 2011. у насељу је живело 16 становника. Насеље се налази на надморској висини од 299 м.